# Wojna domowa w Algierii
Wojna domowa w Algierii (fr. Guerre civile algérienne, arab. حرب العشرية السوداء في الجزائر) – konflikt zbrojny w latach 1992–2002 na terytorium Algierii, pomiędzy islamskimi fundamentalistami a algierskim rządem.

## Geneza

### Sytuacja niepodległej Algierii
W chwili uzyskania niepodległości przez Algierię w roku 1962, władzę w kraju objął Front Wyzwolenia Narodowego (będący liderem w wojnie o niepodległość). Rządy Frontu Wyzwolenia Narodowego oparte były na tzw. „algierskim socjalizmie” zakładającym rządy jednopartyjne, planową gospodarkę i kolektywne rolnictwo. System ten zaczął załamywać się w latach 80. na skutek spadku cen ropy naftowej będącej głównym towarem eksportowym Algierii oraz eksplozji demograficznej. Od 1980 roku odnotowano działania opozycji, skupionej początkowo wokół ruchu socjaldemokratycznego. Na skutek protestów obywatelskich jakie odbyły się w kraju w październiku 1988 roku, Front Wyzwolenia Narodowego rozpoczął proces demokratyzacji.

### Ruch islamistyczny
Opozycję wobec Frontu Wyzwolenia Narodowego stanowił lewicujący Front Sił Socjalistycznych, skupiający głównie Berberów oraz Islamski Front Ocalenia. Druga z organizacji miała bardzo radykalny charakter i powoływała się w swoim programie na zasady islamizmu. Geneza ruchu islamistycznego w niepodległej Algierii zaczyna się w roku 1971 kiedy to rząd Egiptu Gamala Abdela Nasera zwolnił z więzień członków islamistycznego Bractwa Muzułmańskiego, wówczas wielu z nich opuściło Egipt i udało się do Algierii. W Algierii członkowie stowarzyszenia głosili radykalnie islamskie poglądy, które przybrały na popularności po irańskiej rewolucji islamskiej. Islamiści za główny cel postawili sobie budowę w Algierii republiki islamskiej (na wzór Iranu), w której to jedynym źródłem prawa miał być szariat a konstytucją Koran.
Działający początkowo nielegalnie Islamski Front Ocalenia, stał się najważniejszą grupą zwolenników państwa wyznaniowego. Z biegiem lat Islamski Front Ocalenia zliberalizował się co doprowadziło do powstania jeszcze bardziej radykalnych grup. W 1982 roku utworzona została niewielka paramilitarna grupa o nazwie Islamski Ruch Algierii. Radykałowie z tej organizacji przyjęli rewolucję jako jedyną drogę do osiągnięcia celu. Islamiści wywodzący się z Islamskiego Ruchu Algierii zorganizowali zamachy terrorystyczne przeciwko członkom rządu, obcokrajowcom, artystom, intelektualistom czy dziennikarzom. Wpływy islamistów wzrosły jeszcze bardziej po protestach z październikach 1988 roku.

## Przebieg wojny

### Wybuch konfliktu

Prowincje gdzie zwyciężył Islamski Front Ocalenia w wyborach 1991 zaznaczono na ciemnozielono

W 1989 roku zmieniona została konstytucja kraju. Na skutek przemian konstytucyjnych Algieria zrezygnowała z socjalistycznych pryncypiów na rzecz wolnego rynku w zachodnim stylu i demokracji parlamentarnej. W 1990 roku odbyły się wybory terenowe, które okazały się zwycięstwem Islamskiego Frontu Ocalenia. Zwycięstwo islamistów zbudowało napięcie między nimi a jeszcze pozostającymi u władzy socjalistami z Frontu Narodowego. Zwolennicy obu opcji starli się ze sobą w trakcie zamieszek w Algierze będącym stolicą kraju. Konflikt doprowadził do dymisji rządu. W grudniu 1991 roku odbył się pierwsze wolne i powszechne  wybory parlamentarne. Także te wybory wygrali islamiści. Dojście do władzy fundamentalistów zatrzymała armia, która już w styczniu 1992 roku przeprowadziła zamach stanu. Do dymisji poddał się prezydent Szadli Bendżedid a pełnię władzy objęła dyktatura wojskowa. Władzę w imieniu wojska sprawowała oficjalnie pięcioosobowa Rada Państwa z Mohammedem Budiafem (zginął on jeszcze w tym samym roku z rąk islamistyczne nastawionego ochroniarza) na czele. Armia nieutożsamiająca się z żadną z opcji politycznych oświadczyła, że nie zgadza się na rządy islamistów, a wybory nie odbędą się póki kraj nie zostanie ustabilizowany.
Junta ze względu na swój sprzeciw wobec islamizmu zyskała poparcie sąsiadów i wielu krajów Europy. Zachęceni tym poparciem wojskowi wprowadzili stan wyjątkowy. Decyzja junty sprowokowała wybuch wojny domowej.

### Eskalacja walk
W odpowiedzi na niedopuszczenie do rządów Islamskiego Frontu Ocalenia, najbardziej radykalni islamiści utworzyli Zbrojną Grupę Islamską. Grupa ta stosowała metody partyzanckie i nie uznawała zwierzchnictwa bardziej umiarkowanego Frontu Ocalenia. Powstanie Zbrojnej Grupy Islamskiej przyczyniło się do delegalizacji Front Ocalenia w marcu 1992. Zdelegalizowana partia przeszła do konspiracji, a jej liderzy, którzy nie zostali aresztowali, uciekli poza granicę Algierii. Partia jawnie nie nawoływała do wojny, niemniej jednak w 1993 roku z jej inicjatywy utworzono Islamską Armię Ocalenia. Tym samym wojnę z rządem wojskowym (a także między sobą) prowadziły już dwie odrębne od siebie grupy partyzanckie.
Grupy partyzanckie w ramach walki o budowę państwa islamskiego, prowadziła politykę terroru. Represyjne działania islamistów objęły głównie ludność cywilną i obejmowały masowe masakry prostej ludności. Działania te miały zastraszyć ludność i zmusić juntę do ustępstw. Szczególnym echem odbyły się masakry w  Rais i Bentalha przeprowadzone przez islamistów we wrześniu 1997 roku. W ich trakcie islamiści zamordowali wszystkich mieszkańców wsi. Partyzanci nie oszczędzili nawet kobiet w ciąży. Innymi metodami walki stosowanej przez islamski ruch oporu były akcje terrorystyczne (porwania, pokazowe egzekucje czy zamachy bombowe), ich ofiarą padli głównie intelektualiści, obcokrajowcy dziennikarze i artyści ale także przypadkowi ludzie. W 1995 i 1996 roku przeprowadzili oni zamachy terrorystyczne w Paryżu, w których zginęło kilkanaście osób, a ponad 150 zostało rannych. Zamachy miały być zemstą za wsparcie Francji dla rządzącej junty.
Wojsko w starciach z islamistami wsparli zbrojeni masowo przez rząd cywile. W szczytowym okresie liczba uzbrojonych członków samoobrony antyislamistycznej wyniosła milion osób.

### Wygaśnięcie konfliktu
W trakcie trwania walk junta wielokrotnie podejmowała się nieudanych prób negocjacji z rebeliantami. Zakończenie konfliktu i rozwój rozmów niewątpliwie umożliwiła rządowa propozycja amnestii względem bojowników Islamskiej Armii Ocalenia. W odpowiedzi na propozycję, we wrześniu 1997 roku Islamska Armia Ocalenia ogłosiła jednostronne zawieszenie broni, które weszło w życie 1 października. Ogłoszenie zawieszenia broni przez Islamską Armię Ocalenia doprowadziło do wzajemnego zwalczania się tejże organizacji z konkurencyjną Zbrojną Grupą Islamską, która kontynuowała antyrządową kampanię. Proces pokojowy przyśpieszył gdy na skutek wyborczego sukcesu prezydentem kraju w 1999 na został Abd al-Aziz Buteflika z ramienia Frontu Wyzwolenia Narodowego. Niezwiązany z juntą polityk przeforsował amnestię dla wszystkich bojowników, którzy nie byli zaangażowani w masakry. Amnestia doprowadziła do rozłamu w toczącej jeszcze walkę z rządem Zbrojnej Grupie Islamskiej. Część partyzantów złożyła broń i przyjęła ofertę prezydenta, najbardziej radykalni islamiści zdecydowali się jednak kontynuować walkę. W styczniu 2000 roku całkowite rozwiązanie ogłosiła Islamska Armia Ocalenia. W górach pozostało jedynie od 300 do 1000 partyzantów. Po zakończeniu konfliktu funkcjonowanie partii fundamentalistycznych zostało zakazane w dalszym ciągu a wojsko pozostawiło w swoich rękach duży stopień władzy. W 2006 roku z inicjatywy prezydenta Buteflika doszło do powszechnej amnestii bojowników odsiadujących wyroki. Amnestia odbyła się w ramach programu Karta Pokoju i Narodowego Pojednania (uchwalonej w referendum w 2005 roku).
Wojna doprowadziła do marginalizacji środowisk islamistycznych, niemniej jednak po 2002 roku w Algierii działa lokalna sekcja Al-Ka’idy.
W konflikcie zginęło 150 tysięcy Algierczyków.